# グスタフ・フィリップ・クロイツ
グスタフ・フィリップ・クロイツ（Gustaf Philip Creutz、1731年5月1日 - 1785年10月30日）伯爵は、スウェーデンの政治家、外交官、詩人。

## 生涯
クロイツはフィンランドのアニアーラ（現在はコウヴォラの一部）でカール・クロイツの子として生まれた。トゥルク帝国アカデミーで学んだ後、1751年にスウェーデンの枢密院に入った。そこでクロイツはグスタフ・フレドリク・ギレンボリ（en）と出会う。二人はヘドウィク・シャルロッタ・ノーデンフリクト（en）と組み、共同で作品を出版した。同世代の間では彼らは等しく名声を得ているが、後世の人々の間では、クロイツの才能がより評価されている。
彼の代表作として、1762年の巻に収載されている田園詩『Atis och Camilla（アティスとカミラ）』がある。また、優れた短編の田園詩『Daphne（ダフネ）』も同時期に出版され、ギレンボリは友人であるクロイツを褒め称えた最初の人物となった。
1763年に詩人としてのキャリアを閉じ、スペインの大使となり、1766年にはパリに派遣されて1783年までフランスの大使となった。1778年には、本国の意向を受けてフランスの植民地を買収しようと働きかけている。その時の要求はトバゴ島だった。しかしこの時はフランスは譲歩せず、1784年になってようやくスウェーデンはフランスからサン・バルテルミー島を譲渡される事となった。
クロイツの外交官としての栄誉は、1783年のアメリカ・スウェーデン友好通商条約の締結であった。彼は、スウェーデン王グスタフ3世の命を受けてアメリカ合衆国の大使ベンジャミン・フランクリンと条約締結の署名を行った。この条約締結によって、グスタフ3世から賞賛され伯爵となった。
1784年、クロイツはスウェーデン王立科学アカデミーの会員となったが、その翌年にストックホルムで死去した。
『Atis och Camilla（アティスとカミラ）』は、長い間最も評価されたスウェーデン語の詩であった。この詩は、現在ではいささか衰退している牧歌的精神で書かれているが、同時代の他の多くの作品と比べ、新鮮なものであった。クロイツはスウェーデン語に以前はなかった旋律的音調や優美さを導入し、スウェーデン語の形成に寄与した最後の人物として位置づけられている。